# Élections fédérales canadiennes de 2006 au Manitoba
Ceci est les résultats des élections fédérales canadiennes de 2006 dans la province du Manitoba. Les candidats sortants sont en italiques; les gagnants sont en caractères gras.
Brandon—Souris
- Colin Atkins - Héritage chrétien
- Brad Bird - Parti vert
- Murray Downing - Parti libéral
- Lisa Gallagher - Parti communiste
- Bob Senff - Nouveau Parti démocratique
- Merv Tweed - Parti conservateur
- Mike Volek - Indépendant

Churchill
- Nazir Ahmad - Parti conservateur
- Niki Ashton - Nouveau Parti démocratique
- Brad Bodnar - Indépendant
- Jeff Fountain - Parti vert
- Bev des Jarlais - Indépendant
- Tina Keeper - Parti libéral

Dauphin—Swan River—Marquette
- Don Dewar - Parti libéral
- Walter Kolisnyk - Nouveau Parti démocratique
- Inky Mark - Parti conservateur
- Kathy Storey - Parti vert
- Iris Yawney - Parti d'héritage chrétien

Portage—Lisgar
- Daren van den Bussche - Nouveau Parti démocratique
- Charlie Howatt - Parti vert
- Garry MacLean - Parti libéral
- Brian Pallister - Parti conservateur
- David Reimer - Parti d'héritage chrétien

Provencher
- Janine Gibson - Parti vert
- Patrick O'Connor - Nouveau Parti démocratique
- Wes Penner - Parti libéral
- Vic Toews - Parti conservateur

Selkirk—Interlake
- Anthony Barendregt - Parti d'héritage chrétien
- Bruce Benson - Parti libéral
- James Bezan - Parti conservateur
- Duncan E. Geisler - Indépendant
- Thomas Goodman - Parti vert
- Edward Schreyer - Nouveau Parti démocratique

Charleswood—St. James—Assiniboia
- Steven Fletcher - Parti conservateur
- Michael Johannson - Parti vert
- John Loewen - Parti libéral
- Dennis Kshyk - Nouveau Parti démocratique

Elmwood—Transcona
- Bill Blaikie - Nouveau Parti démocratique
- Tanja Hutter - Parti vert
- Tanya Parks - Parti libéral
- Robert Scott - Parti d'héritage chrétien
- Linda West - Parti conservateur

Kildonan—St. Paul
- Terry Duguid - Parti libéral
- Eduard Hiebert - Indépendant
- Evelyn Myskiw - Nouveau Parti démocratique
- Joy Smith - Parti conservateur
- Colleen Zobel - Parti vert

Saint Boniface
- Mathieu Allard - Nouveau Parti démocratique
- Ken Cooper - Parti conservateur
- Jane MacDiarmid - Parti d'héritage chrétien
- Marc Payette - Parti vert
- Raymond Simard - Parti libéral

Winnipeg-Centre
- Anna-Celestrya Carr - Parti communiste
- Gary Gervais - Parti vert
- Pat Martin - Nouveau Parti démocratique
- Ray St. Germain - Parti libéral
- Helen Sterzer - Parti conservateur

Winnipeg-Nord
- David Michael Carey - Parti vert
- Parmjeet Singh Gill - Parti libéral
- Garreth McDonald - Parti conservateur
- Darrell Rankin - Parti communiste
- Eric Truijen - Parti d'héritage chrétien
- Judy Wasylycia-Leis - Nouveau Parti démocratique

Winnipeg-Sud
- Reg Alcock - Parti libéral
- Rod Bruinooge - Parti conservateur
- Heidi Loewen-Steffano - Parti d'héritage chrétien
- Robert Page - Nouveau Parti démocratique
- Wesley Whiteside - Parti vert

Winnipeg-Sud-Centre
- Jeffrey Anderson - Indépendant
- Anita Neville - Parti libéral
- Michael Richards - Parti conservateur
- Vere Scott - Parti vert
- Dale Swirsky - Parti progressiste canadien
- Magnus Thompson - Parti action canadienne
- Mark Wasyliw - Nouveau Parti démocratique